# Echinomuricea philippinensis
Echinomuricea philippinensis är en korallart som beskrevs av Johan Teodor Hedlund 1889. Echinomuricea philippinensis ingår i släktet Echinomuricea och familjen Plexauridae. Inga underarter finns listade i Catalogue of Life.